# Distretto di Basarabeasca
Il distretto di Basarabeasca è uno dei 32 distretti della Moldavia, il capoluogo è la città di Basarabeasca.

## Società

### Evoluzione demografica
In base ai dati del censimento, la popolazione è così divisa dal punto di vista etnico:
| Etnia       | Abitanti | %     |
| ----------- | -------- | ----- |
| Moldavi     | 20.218   | 69,77 |
| Ucraini     | 1.948    | 6,72  |
| Russi       | 2.568    | 8,86  |
| Gagauzi     | 2.220    | 7,66  |
| Bulgari     | 1.544    | 5,33  |
| Rumeni      | 70       | 0,24  |
| Altre etnie | 410      | 1,41  |

## Geografia antropica

### Suddivisioni amministrative

#### Città
- Basarabeasca

#### Comuni
- Abaclia
- Bașcalia
- Carabetovca
- Iordanovca
- Iserlia
- Sadaclia